# 有明センタービル
有明センタービル（ありあけセンタービル）は、東京都江東区有明三丁目にあるビルである。
2016年度より2階から5階を武蔵野大学が有明キャンパス4号館として使用しており、建物の看板がNTTのロゴから武蔵野大学のものに変更されている。

## 入居テナント
各テナントへはセンタープロムナード（シンボルプロムナード公園）側の入口を使用する。
- 2 - 5階武蔵野大学有明キャンパス4号館
- 1階日本ダンススポーツ連盟

## 交通アクセス

### 鉄道
- りんかい線国際展示場駅から徒歩5分。
- ゆりかもめ東京ビッグサイト駅から徒歩3分。

## 周辺施設
- 東京国際展示場（東京ビッグサイト）
- TOC有明
- 東京ファッションタウン（TFTビル)
- パナソニックセンター東京
- シンボルプロムナード公園
- 武蔵野大学有明キャンパス